# Chiesa di Santa Cristina (Pisa)
La chiesa di Santa Cristina a Pisa e dedicata a santa Cristina di Bolsena si trova sul Lungarno Gambacorti.

## Storia
Intitolata inizialmente a San Bartolomeo, assunse il nome attuale nel 1028 quando vi furono traslate le reliquie di Santa Cristina.
È documentata dall'VIII secolo, ma le strutture absidali esterne inferiori risalgono al X-XI secolo. Fu distrutta da un'alluvione nel 1115 e ricostruita nel 1118. Dal XIII al XVI secolo fu di pertinenza dei Canonici del Duomo.

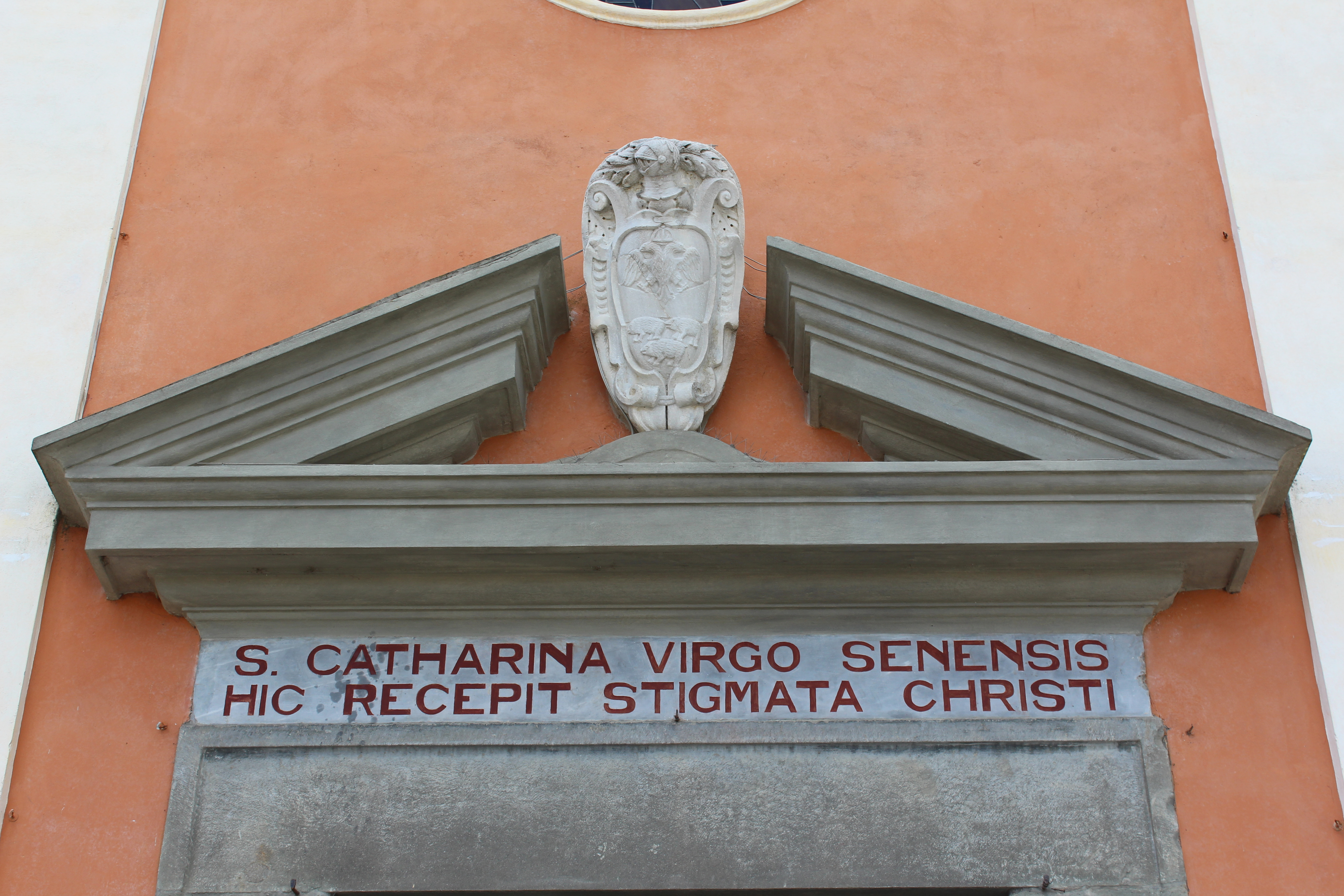
Epigrafe sopra al portale principale

Il 1º aprile 1375 in questa chiesa santa Caterina da Siena ricevette le Sacre Stigmate, pregando davanti ad un crocifisso: da esso scesero cinque raggi verso le mani, i piedi e il cuore.
Il crocifisso nel 1565 fu trasferito a Siena e fu in seguito appositamente edificata la chiesa del Crocifisso, nel Santuario di Santa Caterina, dove si trova ancora oggi, al suo posto è stata collocata una copia ottocentesca. Nella chiesa di santa Cristina l'evento miracoloso è ricordato sul portale: S. Catharina virgo senesis hic recepit stigmata Christi, e da un dipinto di Domenico Passignano collocato a destra dell'altare maggiore.
Fu restaurata nelle forme attuali nel 1816 su progetto di Francesco Riccetti, che costruì anche il campanile.
Nel 1854, nel progetto di allargamento del lungarno Gambacorti, la posizione di sbieco della chiesa risultava di forte contrasto per l'armonia dei palazzi sul lungarno secondo il progetto di Lanfranco Mei. Salvata dalla proposta di una totale demolizione, fu deciso di rettificare la canonica affacciata sul fiume, provvedendo anche a regolarizzare le finestre della canonica in modo da farla apparire un palazzo signorile simile agli altri circostanti.

## Descrizione
All'interno, ad aula unica con copertura lignea, si conservano resti delle decorazioni murali monocrome neoclassiche ottocentesche, una Madonna col Bambino su tavola del XIV secolo, una tela di inizio Seicento del Passignano (Santa Caterina riceve le stimmate) con una rara immagine seicentesca dei lungarni pisani di tramontana e la copia ottocentesca del Crocifisso di scuola pisana (XII secolo) davanti al quale santa Caterina da Siena ricevette le stimmate nel 1375 (originale trasferito nel 1565 nel Santuario della Santa a Siena).
All'esterno la facciata, color terracotta, presenta elementi architettonici decorativi bianchi a contrasto: due coppie di lesene sorreggono idealmente il frontone sovrastante. Il portale è sormontato da un oculo. 
Della chiesa romanica rimane la parte absidale, decorata da coppie di archetti ciechi su semicolonne nella parte inferiore.

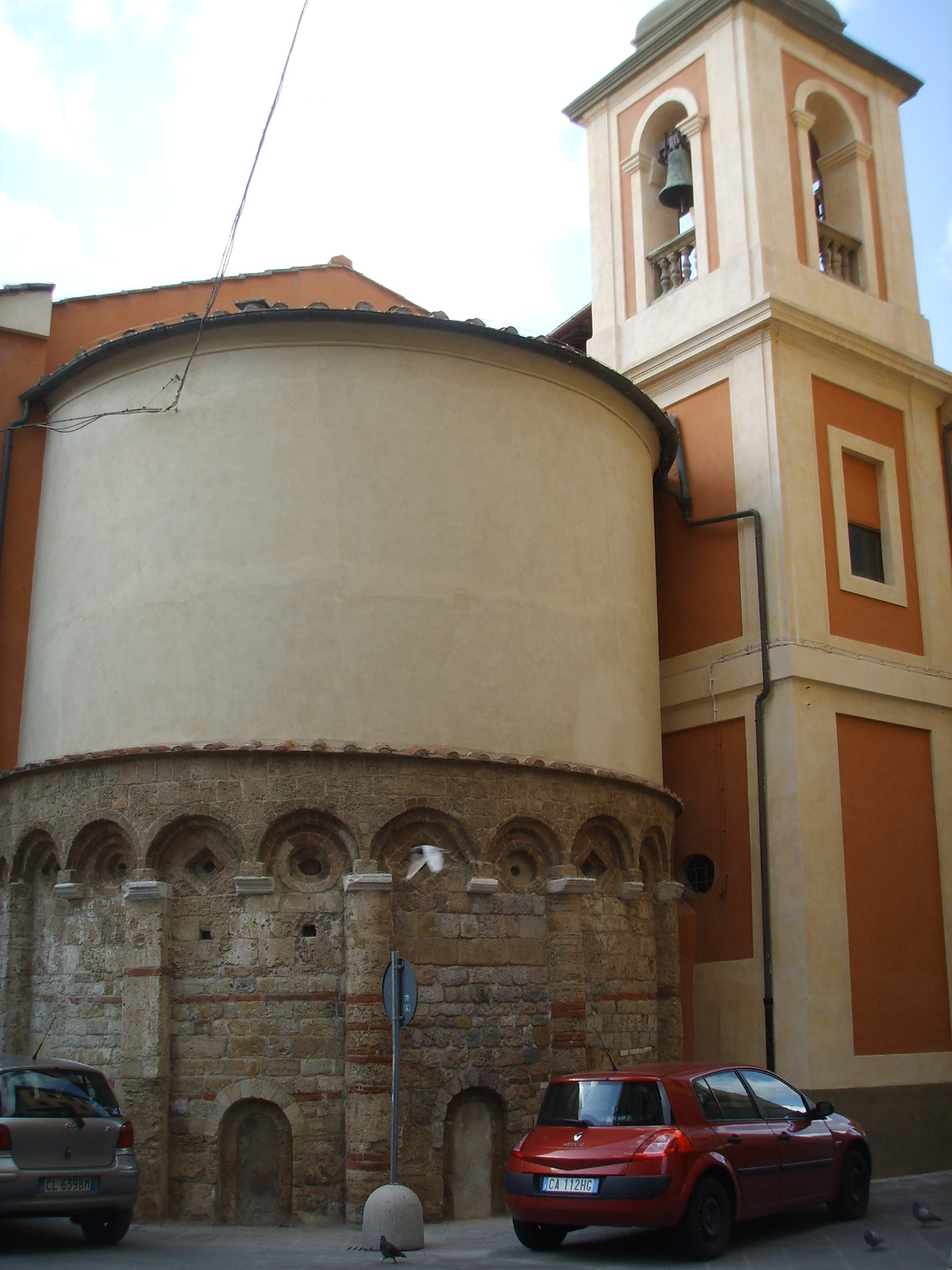
L'abside romanica